# Apistogramma cacatuoides
Apistogramma cacatuoides es una especie de peces de la familia Cichlidae en el orden de los Perciformes.

## Morfología
Los machos pueden llegar alcanzar los 5 cm de longitud total.

## Distribución geográfica
Se encuentran en Sudamérica: cuenca del río Amazonas.   

## Acuario
Debe ser de un mínimo de 40 L para una pareja de cría y 10 L por ejemplar debe estar muy plantado para asimilar su hábitat natural.